# Erkeshtam
Erkeshtam, también Irkeshtam o Erkech-Tam (en kirguís: Эркеч-Там, romanizado: Erkech-Tam, en chino, 伊尔克什坦, en uigur: ئەركېچ-تام), es un cruce fronterizo entre Kirguistán y Sinkiang, China, que lleva el nombre de una aldea en el lado kirguís de la frontera, en la provincia de Osh. El cruce fronterizo también se llama Simuhana (斯姆哈纳), en honor al primer asentamiento en el lado chino de la frontera, pero Erkeshtam es ahora el nombre más común utilizado en ambos países.
Erkeshtam es el paso fronterizo más occidental de China. Es uno de los dos pasos fronterizos entre Kirguistán y China, el otro es Torugart, a unos 165 km (102,5 mi) al noreste.

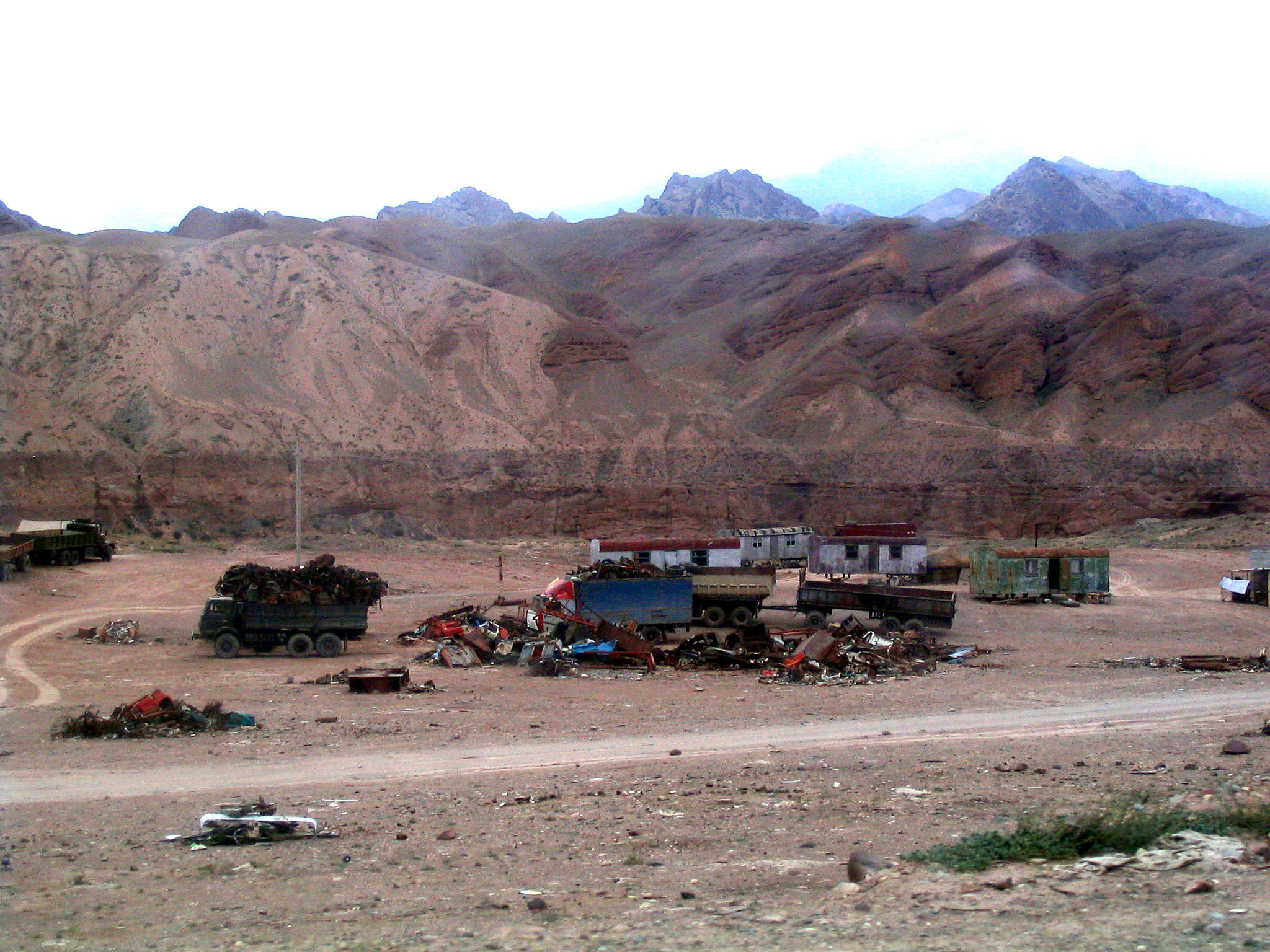
Piezas de vehículos averiados en el lado kirguís de la frontera

## Ubicación
El cruce fronterizo de Erkeshtam se encuentra a unos 230 km al oeste de Kashgar, 250 km al sureste de Osh y 550 km al este de Dushanbe,  en Tayikistán. El paso de Erkeshtam se encuentra en un profundo desfiladero que une el flanco sur de las montañasTian Shan con la cordillera del Pamir. La elevación del desfiladero es de aproximadamente 2950 m sobre el nivel del mar. La localidad de Erkeshtam está situada en Kirguistán, a unos 2 km de la frontera con China. Tanto Erkeshtam como el pueblo de Simuhana, a unos 3,5 km, en el lado chino de la frontera, están situados a lo largo del río Vajsh, conocido como Kyzyl-Suu en Kirguistán. Simuhana pertenece al condado de Ulugqat, dependiente de la prefectura autónoma kirguís de Kizilsu, perteneciente a la región autónoma de Sinkiang.
El paso fronterizo de Erkeshtam controla las principales rutas comerciales entre la cuenca del Tarim al este y los valles de Alay y Ferganá al oeste y al norte. 
La gran ruta europea E60, que se origina en Brest, Francia, termina en el paso de Erkeshtam después de recorrer 8200 km. Por su parte, la asiática AH65, que recorre 1250 km entre Kashgar, Xinjiang, China y Termez, en Uzbekistán, también atraviesa el paso.
Los lunes y martes, un autobús pasa por el paso.

## Historia
Erkeshtam, al estar situada en la línea divisoria natural entre las principales regiones geográficas y culturales, ha sido un importante punto de control fronterizo durante varios milenios. Fue conocido durante la dinastía Han y la era de los Tres Reinos (segundo tercio del siglo III d. C.) como Juandu (en chino, 捐毒; Wade-Giles, chüan-tu; literalmente, ‘Tax Control’). Según el Libro de Han, Juandu contenía "380 hogares, 1.100 individuos y 500 personas capaces de portar armas" y los habitantes eran originarios de la tribu saca, que vestían la ropa de los wusun y seguían "el agua y los pastos" y se mantenían cerca del " Ts'ung-ling " (Montañas del Pamir).
Los historiadores creen que Erkeshtam es el Hormeterium (estación de comerciantes) sobre el cual Ptolomeo escribe en su tratado Geografía. Algunos investigadores han ido más allá al sugerir que es una de las múltiples ubicaciones posibles a las que se refiere como la Torre de Piedra. Ptolomeo declaró específicamente que el Hormeterium se encontraba 5 grados más al este. 
Después de que la Rusia zarista tomase el control de Asia Central, en 1893 se desarrolló el camino a caballo de Osh a Erkestam.
En 1934, Khoja Niyaz, el líder titular de la Primera República de Turkestán Oriental (ETR), fue expulsado de Kashgar por el señor de la guerra hui Ma Zhongying y se retiró a través de Erkeshtam, donde firmó un acuerdo que disolvió la ETR y prometió apoyo al gobierno de Sheng Shicai, respaldado por los soviéticos en Xinjiang. Ma Zhongying también salió de Xinjiang hacia la Unión Soviética a través de Erkeshtam.

## Paso fronterizo moderno
Durante la época soviética, el puesto fronterizo recibió su nombre en honor a Andrei Bescennov, un guardia fronterizo que murió en un enfrentamiento con los rebeldes basmachi en 1931. Antes de 1952, Erkeshtam era un puerto comercial entre China y la Unión Soviética. Durante años, el cruce fronterizo de Erkeshtam se cerró debido a las malas relaciones entre la Unión Soviética y China. El 21 de julio de 1997 se abrió el paso fronterizo de forma temporal. El 26 de enero de 1998 se abrió oficialmente el paso fronterizo. Las tropas rusas estuvieron estacionadas en el puesto hasta 1999.
El 20 de mayo de 2002 se inauguró oficialmente el puerto de Erkeshtam. En 2002, por el puesto fronterizo pasaron 8.071 viajeros, 7.066 vehículos y 76.000 toneladas de carga. En 2008, Erkeshtam recibió 58.900 viajeros y 520.000 toneladas de carga.En diciembre de 2011, la oficina de aduanas del lado chino de la frontera fue trasladada a unas instalaciones más grandes, a unos 100 km al este, en las afueras de la ciudad de Ulugqat, que está unos 1.000 m más abajo. En los primeros once meses de 2013, 39.045 viajeros, 32.554 vehículos y 464.000 toneladas de mercancías pasaron por el cruce fronterizo de Erkeshtam, que ocupó el cuarto lugar entre los cruces fronterizos de Xinjiang por el tonelaje de mercancías procesadas.